# Megathericulus
Megathericulus ist eine ausgestorbene Gattung der Faultiere aus dem Verwandtschaftskreis der Megatheriidae. Sie trat im Mittleren Miozän vor rund 16 bis 11 Millionen Jahren im südlichen und zentralen Teil von Südamerika auf. Funde sind unter anderem aus Argentinien, Bolivien und Peru überliefert. Es handelt sich um einen kleineren Vertreter der Megatherien, der aufgrund seiner Gebissstruktur mit homodonten Zähne zur moderneren Entwicklungslinie innerhalb der Familie zählt. Er gehört zu den frühesten Angehörigen dieser Linie. Die Gattung wurde im Jahr 1904 wissenschaftlich eingeführt. Momentan ist nur eine Art anerkannt.

## Merkmale
Megathericulus ist ein kleiner Vertreter der Megatheriidae. Das bekannte Fundmaterial der Gattung besteht aus einzelnen Schädelfunden, Gebissresten und Teilen des Bewegungsapparates. Der Schädel maß bis zu 33 cm in der Länge, er war langgestreckt und schmal mit der größten Breite im Bereich des vorderen Jochbogenansatzes und des Warzenfortsatzes sowie leichten Einschnürungen nahe der Orbita. In seiner generellen Form ähnelte er weitgehend den Schädeln von Planops oder Pyramiodontherium, während der von Megatherium deutlich robuster war. In Seitenansicht besaß er eine niedrige Höhe. Die Stirnlinie verlief aufgewölbt und abfallend in Richtung des Rostrums. Letzteres war äußerst langgestreckt, wobei der vordere, zahnlose Bereich dem zahntragenden Bereich an Ausdehnung entsprach. Bei späteren Megatherien zeigte sich der vordere, zahnlose Abschnitt im Verhältnis zumeist kürzer. Die Schläfengruben waren markant und näherten sich einander zur Mittellinie des Schädels hin, formten aber keinen auffallenden Scheitelkamm. Das Foramen infraorbitale öffnete sich rund 2 cm oberhalb der Alveolarebene. Der vordere Bogen des Jochbogens setzte zwischen dem zweiten und dritten molarenartigen Zahn an, was etwas weiter nach hinten versetzt ist als bei Anisodontherium und Pyramiodontherium. Das Hinterhaupt stand senkrecht, die Gelenke zur Artikulierung mit der Halswirbelsäule saßen leicht oberhalb der Kauebene der Oberkieferzähne etwa in der Mitte der Schädelhöhe. Sie befanden sich damit höher als bei Anisodontherium und Pyramiodontherium, aber tiefer als bei Megatherium. Der Gaumen zog durch die verlängerte Schnauze spatelartig aus. Er war sehr schmal und übertraf bei einer Breite von 2,5 cm nicht die Ausmaße der Zahnalveolen.
Der Unterkiefer besaß in Seitenansicht eine deutlich nach unten ausgebuchtete Unterkante, was als typisches Merkmal der Megatherien gilt. Der tiefste Punkt und damit die größte Höhe des horizontalen Knochenkörpers wurde unter dem dritten bis vierten molarenartigen Zahn erreicht. Die Position lag deutlich weiter hinten als bei stammesgeschichtlich jüngeren Megatherien. Die Alveolarfläche zeigte sich leicht eingedellt, was in etwa dem Verhältnis bei Anisodontherium oder Eomegatherium entsprach, aber vom geraden Verlauf bei Pyramiodontherium abwich. Die Symphyse endete kurz vor dem vordersten molarenartigen Zahn wie bei Anisodontherium, während sie bei Pyramiodontherium und Pliomegatherium weiter nach hinten reichte. Die vordere Kante des aufsteigenden Astes setzte in einem stumpfen Winkel zur Alveolarebene des horizontalen Knochenkörpers an. Unterhalb des vorderen Endes des aufsteigenden Astes befand sich die hintere Öffnung des Mandibularkanals.
Das Gebiss von Megathericulus entsprach dem typischen der Faultiere mit fünf Zähnen je Oberkiefer- und vier Zähnen je Unterkieferhälfte. Es waren also insgesamt 18 Zähne ausgebildet. Die Zähne des Oberkiefers standen geschlossen in parallelen Reihen, die Außenkante vollzog aber jeweils einen leichten Bogen. Auch im Unterkiefer bildeten die Zähne eine geschlossene Reihe, eine seitliche Versetzung des ersten Zahns, wie häufig bei den Vertretern der Mylodontidae und der Megalonychidae zu beobachten, kam nicht vor. Die Zähne hatten den für die Megatheriidae typischen Aufbau. Sie waren durchweg molarenartig geformt (molariform) und dadurch abweichend von den meisten anderen Faultieren homodont. Die Kauflächen wiesen zwei scharfe, querstehende Leisten auf, die durch eine V-förmige Eintiefung getrennt waren. Als Besonderheit für Megathericulus kann die extreme vordere und hintere Verschmälerung der Zähne hervorgehoben werden, so dass diese im Querschnitt stark rechteckig wirkten. Der letzte obere Zahn wurde dadurch 0,7 cm lang und 1,6 cm breit. In diesem Merkmal zeigen sich Ähnlichkeiten zu Anisodontherium, während vor allem die stammesgeschichtlich jüngeren Formen eher quadratische bis trapezartige Zahnquerschnitte aufwiesen. Entsprechend der meisten Megatherien waren die Zähne sehr hochkronig (hypsodont), wodurch sich auch die besondere Form des Unterkiefers mit der Ausbuchtung der unteren Kante erklärt. Der Hypsodontie-Index (Verhältnis der Höhe des horizontalen Knochenkörpers des Unterkiefers zur Länge der Zahnreihe) für Megathericulus lag bei 0,92 und zeigt somit einen Durchschnittswert für Megatherien an (Megatheriops und Pyramiodontherium unter 0,9, Megatherium und Anisodontherium über 1,0). Die Länge der oberen Zahnreihe betrug etwa 8 cm.
Vom Körperskelett sind Teile der Vorder- und Hinterbeine dokumentiert. Der Oberarmknochen war 36 bis 38 cm lang sowie generell schlank gebaut. Der große und kleine Knochenvorsprung am Kopf (Tuberculum majus und Tuberculum minus) erreichten große Ausmaße. Am Schaft verlief eine kräftige und weit ausgedehnte deltopectorale Leiste, die bei späteren Megatherien nicht mehr deutlich auftritt. Nach unten verbreiterte sich der Oberarmknochen erheblich und maß am Gelenkende (Ellenbogengelenk) zwischen 13,6 und 16,2 cm. Das Verhältnis der unteren Breite zur Gesamtlänge des Knochens entsprach dadurch etwa dem von Megatherium und war deutlich größer als bei Pyramiodontherium und Megatheriops. Die meisten anderen Langknochen liegen mit Ausnahmen nur fragmentiert vor. Die Elle zeichnete sich durch einen recht kurzen und schmalen oberen Gelenkfortsatz (Olecranon) aus. Im ersteren Aspekt stimmt dieser mit anderen Megatherien überein, letzterer ist abweichend von dem meist breiten Olecranon der übrigen Familienvertreter. Wie bei fast allen Megatherien, aber im Unterschied zu anderen Faultieren, waren das Schien- und Wadenbein am unteren Ende miteinander verwachsen. Das Schienbein selbst maß rund 28 cm in der Länge und war ebenfalls schlank. Es entsprach weitgehend dem von Pyramiodontherium. Anhand der Gelenkfazetten am überlieferten zweiten Mittelhandknochen kann geschlossen werden, dass bei Megathericulus ebenfalls ein Metacarpal Carpal Complex (MCC) ausgebildet war. Dieser bestand aus dem fusionierten ersten Mittelhandknochen und dem großen Vieleckbein und stellt ein typisches Kennzeichen der Megatherien und einiger anderer großer Bodenfaultiere dar.

## Fossilfundstellen
Megathericulus ist über zahlreiche Funde aus dem zentralen und südlichen Teil Südamerikas belegt. Die für die Gattung bestimmenden Fossilreste stammen aus der Nähe der Laguna Blanca in der argentinischen Provinz Chubut. Sie bestehen aus einem vorderen Schädelfragment, dessen Zähne fehlen, und einem vollständigen rechten Sprungbein. Die Funde werden allgemein dem Mittleren Miozän zugewiesen. Aus dem Westen der gleichen Provinz sind weitere Funde belegt, unter anderem ein linker Unterkieferast und ebenfalls ein rechtes Sprungbein aus der Collón-Curá-Formation. Die Gesteinseinheit setzt sich aus Kalk- und Sandsteinen zusammen, in die vulkanische Ablagerungen eingearbeitet sind. Die Ablagerungen entstanden unter unterschiedlichen Bildungsbedingungen wie Überschwemmungsebenen und Stillwasserflächen. Ihr absolutes Alter wurde mit Hilfe radiometrischer Datierungen auf 15,8 bis 11,2 Millionen Jahren bestimmt. Aus dem südwestlichsten Teil der Provinz Chubut und der südlich angrenzenden Provinz Santa Cruz wurden in der Río-Mayo-Formation zahlreiche fragmentierte Reste geborgen, unter anderem Unterkieferteile und verschiedene Elemente des Bewegungsapparates. Die Fossilien entstammen zwei verschiedenen Fundpunkten und repräsentieren jeweils ein einzelnes Individuum je Lokalität, was sich anhand der übereinstimmenden Größen und Erhaltungszustände ableiten lässt. Gegenüber den Funden aus der Collón-Curá-Formation sind sie etwas jünger, basierend auf den Datierungen eines markanten Horizontes unterhalb der fossilführenden Schichten auf etwa 11,8 Millionen.
Außerhalb Argentiniens wurde Megathericulus unter anderem aus Bolivien berichtet. Hervorzuheben ist hier die extrem fundreiche Fossillagerstätte von Quebrada Honda im südbolivianischen Departamento Tarija. Entdeckt wurde die Fundstelle in den 1970er Jahren und seit dem kontinuierlich erforscht. Die absoluten Altersangaben der großflächigen Fundregion reichen von 13 bis 12 Millionen Jahren. Aufgrund der weiten Ausdehnung des Fundgebietes und der möglicherweise nicht in jedem Fall einheitlichen Altersstellung werden verschiedene Lokalfaunen unterschieden. Ein Teilskelett von Megathericulus bestehend aus einem vollständigen Schädel ohne Unterkiefer und Resten des Vorderbeins fand sich in einem Aufschluss am Nordufer des Río Rosario. Eine in die fossilführenden Schichten eingearbeitete Tuffschicht ergab ein Alter von 12,4 Millionen Jahren. Die Funde hier werden der Papachacra local fauna zugewiesen. Ein weiterer Rest, ein Oberarmknochen, kam in einem weiter südlich gelegenen Aufschluss zum Vorschein und gehört der Huayllajara local fauna an. Besonders erwähnenswert ist darüber hinaus ein zahnloser Unterkiefer vom Río Sepa, einem Nebenfluss des Río Urubamba im peruanischen Teil des Amazonasgebietes. Der Fund fügt sich in eine sehr reichhaltige Faunengemeinschaft ein, die als Fitzcarrald local fauna bezeichnet wird und deren Alter zwischen 17 und 10 Millionen Jahren beträgt. Die Ablagerungen, in denen die Fossilien eingebettet sind, gehen auf ein ehemals großflächiges Feuchtgebiet aus Sümpfen, Seen und Flüssen zurück, die nach Norden in die Karibik entwässerten. Sie stellen als Pebas megawetland den Vorläufer des heutigen Amazonasregenwaldes dar. Der Unterkieferfund selbst wird mit einem Alter von 13,5 bis 11,8 Millionen Jahren angegeben.

## Systematik
Megathericulus ist eine Gattung aus der ausgestorbenen Familie der Megatheriidae innerhalb der Unterordnung der Faultiere (Folivora). Die heute artenarme Gruppe der Faultiere zeigte in ihrer stammesgeschichtlichen Vergangenheit eine hohe Formenvielfalt auf. Dabei können innerhalb der Faultiere verschiedene Entwicklungslinien unterschieden werden. In einer klassischen, auf skelettanatomischen Merkmalen beruhenden Systematik bilden die Megatheriidae zusammen mit den Megalonychidae und den Nothrotheriidae eine enger verwandte Gruppe, die Überfamilie der Megatherioidea. Nach molekulargenetischen Untersuchungen und Proteinanalysen wären hier noch die Bradypodidae mit den Dreifinger-Faultieren (Bradypus) einzugliedern. Die Megatheriidae brachten die größten bekannten Vertreter der Faultiere hervor, hierzu gehören das namensgebende Megatherium und Eremotherium. Beide sind hauptsächlich aus dem Pleistozän nachgewiesen, ersteres beschränkte sich auf die Pampas- und Andenregion Südamerikas, letzteres erreichte im Zuge des Großen amerikanischen Faunentauschs den südlichen Teil Nordamerikas. Megathericulus gilt als basale Form des stammesgeschichtlich moderneren Zweigs der Megatherien, die in der Unterfamilie der Megatheriinae zusammengefasst werden und auch die beiden genannten Riesenformen beinhalten. Hinweise darauf finden sich vor allem in der Zahnmorphologie mit den durchgängig homodonten, molarenartigen Zähnen. Bei den ursprünglicheren Megatherien aus der Gruppe der Planopinae ist der jeweils vorderste Zahn noch eckzahnartig gestaltet.
Die Gattung Megathericulus wurde im Jahr 1904 von Florentino Ameghino wissenschaftlich erstbeschrieben. Er verwendete dafür einen zahnlosen vorderen Teil eines Schädels und ein rechtes Sprungbein (Exemplarnummer MACN A 11151). Als Typlokalität gab Ameghino Tehuelche antiguo del Chubut (Laguna Blanca) an, was in der heutigen argentinischen Provinz Chubut liegt. Als einzige Art benannte er M. patagonicus, wobei das Artepitheton auf die größere Fundlandschaft Patagonien verweist. Im Jahr 1939 führte Ángel Cabrera die Art M. primaevus anhand einzelner postcranialer Skelettteile (Rippen, Elle, Schienbein sowie Sprung- und Fersenbein) vom Cañadón Ftamichi nahe Paso Flores in der argentinischen Provinz Río Negro ein. Diese entstammen der Collón-Curá-Formation, wurden von Cabrera aber auf ein etwas höheres Alter datiert (beginnendes Mittleres Miozän). Einige spätere Autoren sahen die Zuweisung des Materials zu Megathericulus und damit zu dem Megatheriinae nicht als eindeutig gegeben. Weiteres Neufundmaterial aus der Collón-Curá-Formation ließ aber keine Unterschiede zu entsprechenden Funden von M. patagonicus erkennen und führte im Jahr 2019 zur Gleichsetzung von Cabreras Art mit Ameghinos Nominatform.
Eine weitere Art war bereits 1930 von Lucas Kraglievich mit M. friasensis unter Berufung auf einen Teilschädel vom Río Frías in Chile etabliert worden, den meisten Autoren zufolge handelt es sich aber um einen Vertreter der Scelidotheriidae, die wiederum in den Verwandtschaftskreis der Mylodontidae gehören. Im Jahr 2013 verwies ein Forscherteam um François Pujos mit M. cabrerai und M. andinum zwei Arten zu Megathericulus, die ursprünglich in der Gattung Eomegatherium standen. Beide gehen ebenfalls auf Kraglievich 1930 zurück. Für die Beschreibung verwendete er einzelne, stark zerstückelte Schädelteile und einige Langknochenfragmente aus Patagonien. Aufgrund des deutlich fragmentierten Zustands der Funde halten andere Wissenschaftler eine Zuweisung zu Megathericulus für nicht plausibel und behalten die beiden Arten vorerst innerhalb von Eomegatherium, da für eine genauere und eindeutigere Zuweisung besseres Fundmaterial erforderlich wäre. Demnach bleibt vorerst M. patagonicus die einzige Art der Gattung Megathericulus.

## Bedeutung
Megathericulus ist gegenwärtig der älteste Vertreter der modernen Linie der Megatherien (Megatheriinae) und der einzige sicher datierte aus dem Mittleren Miozän. Die Gattung tritt fossil sowohl im südlichen wie im zentralen Bereich des Kontinentes auf. Der Ursprung der megatheriinen und damit der extrem großen Formen der Faultiere wurde allgemein mit dem südlichen Teil Südamerikas in Verbindung gebracht. Die nächsten bekannten Angehörigen der Megatheriinen stammen aus dem Oberen Miozän. Hierzu zählen etwa Anisodontherium oder Pyramiodontherium, die beide aus der Pamparegion überliefert sind.  Aus dem gleichen beziehungsweise einem etwas jüngeren Zeitraum sind mit Urumaquia und Proeremotherium auch moderne Vertreter der Megatherien aus dem nördlichen Südamerika berichtet worden. Der Nachweis von Megathericulus im Amazonasgebiet von Peru und damit weit nördlich der vermuteten Ursprungsregion zeigt zumindest auf, dass sich die stammesgeschichtlich moderneren Megatherien bereits zu einem sehr frühen Zeitpunkt nach Norden ausgebreitet haben. Etwa gleich alt zu dem Fund aus dem peruanischen Amazonasgebiet sind vermutlich megatheriine Beinknochen aus der Fossillagerstätte von La Venta am Mittellauf des Río Magdalena in Kolumbien.